# Аккуафредда
Аккуафредда (итал. Acquafredda, ломб. Aquafrèda) — коммуна в Италии, в провинции Брешиа области Ломбардия.
Население составляет 1409 человек (2008 г.), плотность населения составляет 157 чел./км². Занимает площадь 9 км². Почтовый индекс — 25010. Телефонный код — 030.
Покровителем коммуны почитается священномученик Власий Севастийский (San Biagio), празднование 3 февраля.

## Демография
Динамика населения:

## Администрация коммуны
- Официальный сайт: http://www.comune.acquafredda.bs.it/italian/index.php